# Мажоритарная бонусная система
Мажоритарная бонусная система — это вид избирательной системы, в которой кандидату для победы требуется не только набрать большинство голосов, но и достичь определенного порога, установленного законом. Этот порог обычно составляет более 50 процентов голосов, что делает его выше, чем простое большинство.
В случае, если ни один кандидат в первом туре не достигает этого порога, проводится второй тур выборов, в котором участвуют два кандидата с наибольшим числом голосов из первого тура. Во втором туре победитель определяется тем же способом — тот кандидат, который получит больше голосов и перешагнет порог в 50 процентов, станет победителем.
Эта система часто используется в выборах президента или других высокопоставленных должностей, чтобы обеспечить, что избранный кандидат имеет широкую поддержку избирателей. Она также способствует укреплению легитимности победителя, поскольку он должен показать, что он не просто предпочтителен, но и широко поддерживается.